# Laodicé D
Pour les articles homonymes, voir Laodicé.
Titre
Reine du Pont et du Bosphore
115-113 av. J.-C. – 90 av. J.-C.
Laodicé (en grec moderne : Λαοδίκη), également connue sous le nom de Laodicé D (née vers 130-129 av. J.-C. et morte en 90 av. J.-C.), est une princesse hellénistique des royaumes du Pont et du Bosphore appartenant à la dynastie des Mithridatides.

## Biographie
Laodicé est la seconde des quatre filles de Mithridate V du Pont.
Après la mort de son père, elle épouse son frère ou demi-frère, le roi Mithridate VI, qu'elle n'a plus revu depuis l'enfance.
Durant les absences de son mari, Laodicé fréquente quelques amants, et donne naissance à un enfant. Elle cherche alors à faire empoisonner son mari pour lui cacher son infidélité. Cependant, Mithridate VI rentre au pays sans prévenir, et surprend Laodicé avec ses amants. Choqué et bouleversé, il cache sa rage et fait pourtant mine de lui pardonner en l'embrassant. Lors du banquet organisé en l'honneur du retour du roi, des serviteurs avertissent ce dernier du complot de Laodicé et de ses amants. Se sentant trahi, Mithridate maudit alors sa défunte mère pour avoir élevé une fille aussi perfide et fait exécuter immédiatement Laodicé et ses collaborateurs, bien qu'il ait épargné le fils nouveau-né de Laodicé.

## Famille

### Mariage et enfants
De son mariage avec son frère Mithridate VI (marié à Laodicé entre 115-113 av. J.-C. et 90 av. J.-C.), elle eut :
- Pharnace II, roi du Pont et du Bosphore ;
- Macharès, vice-roi du Bosphore de 79 à 65 av. J.-C. ;
- Arcathias ;
- Mithridate de Colchide (gouverneur de Colchide), tué par ordre de son père qui le soupçonnait d'aspirer à la royauté ;
- Cléopâtre du Pont, l'épouse de Tigrane II d'Arménie ;
- Drypetina.

De son union avec un de ses amants, elle eut :
- Un fils.